# Communauté de communes Saâne et Vienne
Die Communauté de communes Saâne et Vienne ist ein ehemaliger französischer Gemeindeverband mit der Rechtsform einer Communauté de communes im Département Seine-Maritime in der Region Normandie. Sie wurde am 28. Dezember 2001 gegründet und umfasste 31 Gemeinden. Der Verwaltungssitz befand sich im Ort Bacqueville-en-Caux.

## Historische Entwicklung
Mit Wirkung vom 1. Januar 2017 fusionierte der Gemeindeverband mit
- Communauté de communes des Trois Rivières sowie
- Communauté de communes Varenne et Scie

und bildete so die Nachfolgeorganisation Communauté de communes Terroir de Caux.

## Ehemalige Mitgliedsgemeinden
1. Ambrumesnil
2. Auppegard
3. Auzouville-sur-Saâne
4. Avremesnil
5. Bacqueville-en-Caux
6. Biville-la-Rivière
7. Brachy
8. Gonnetot
9. Greuville
10. Gruchet-Saint-Siméon
11. Gueures
12. Hermanville
13. Lamberville
14. Lammerville
15. Lestanville
16. Longueil
17. Luneray
18. Omonville
19. Ouville-la-Rivière
20. Quiberville
21. Rainfreville
22. Royville
23. Saâne-Saint-Just
24. Saint-Denis-d’Aclon
25. Saint-Mards
26. Saint-Ouen-le-Mauger
27. Saint-Pierre-Bénouville
28. Sassetot-le-Malgardé
29. Thil-Manneville
30. Tocqueville-en-Caux
31. Vénestanville